# Сюань-ди
Сюань-ди (кит. упр. 孝宣帝, пиньинь xiàoxuāndi, палл. Сяосюань-ди, личное имя Лю Бинъи кит. упр. 劉病已, пиньинь liúbìngyĭ, палл. Лю Бинъи, 91 до н. э.—49 до н. э.) — десятый император империи Хань в Китае, правил с 74 до н. э. до 49 до н. э.. Историки высоко оценивают его правление, благосостояние страны значительно возросло, в стране поддерживалось конфуцианство.

## Происхождение и ранние годы
Отцом Бинъи был Лю Цзинь — сын наследного принца Лю Цзюя (сына императора У-ди).
Глава тайной полиции Цзян Чун (江充) и главный евнух гарема Су Вэнь (蘇文) готовили компрометирующие материалы против принца Цзюя. Они подбросили кукол для колдовства и тексты с магическими надписями. В результате интриг удалось убедить императора, что принц Цзюй поднял мятеж. Премьер-министр Лю Цюймао (劉屈犛) получил приказ собрать войска и подавить бунт. После пяти дней уличных схваток принц Цзюй почувствовал поражение и отсутствие поддержки отца, и бежал. Его домашние кроме месячного Лю Бинъи были схвачены и убиты, императрица Вэй покончила с собой. Сам принц Цзюй вскоре также погиб.
Лю Бинъи содержался под стражей, о нём заботился охранник тюрьмы Бин, который дал ему двух кормилиц. Позже он жил как обычный подданный. По легендам, поднялись слухи, что в тюрьме стала заметна аура императора, и У-ди приказал казнить всех заключённых без разбора, но охранник Бин его спас. Первоначально за ребёнком ухаживал Бин и назначенные им кормилицы-няни, потом он разыскал уцелевших родственников его матери и передал им ребёнка.
Позднее император Чжао-ди, узнав о ребёнке, поручил его заботам евнуха Чжан Хэ (張賀), который занялся его воспитанием и образованием. Чжан хотел отдать Бинъи в жёны свою внучку, но после протеста своего брата, высшего чиновника, дал ему в жёны дочь своего подчинённого Сюй, которая родила ему сына, будущего императора Юань-ди.

## Приход к власти
В 74 до н. э. скончался молодой император Чжао-ди, и регент Хо Гуан возвёл на престол Чанъи-вана, который стал себя вести недостойно императору. Через 27 дней правления Чанъи-ван был лишён престола, Хо Гуан не мог найти среди принцев достойного претендента на трон. Бин порекомендовал ему Бинъи, выбор поддержала вдовствующая императрица Шангуань. Чтобы простолюдин не попал на трон, императрица присвоила ему титул Янъу-хоу, и в тот же день ему была передана императорская печать и трон.

## Ранние годы правления и семьяХо Гуана
Император высоко ценил таланты Хо Гуана и назначил его родственников и потомков на высокие должности, даровав титулы. Он взял себе в жёны дочь Хо Гуана, однако поначалу не сделал её императрицей, так как у него уже была жена — императрица Сюй — и ребёнок от неё, который позднее был назначен наследником престола. В результате интриг семьи Хо доктор отравил императрицу Сюй во время родов, и дочь Хо Гуана стала императрицей.
В 73 до н. э. Сюань-ди подготовил пять корпусов для атаки на Хунну. Хунну предпочли вывести войска из Чэши в Сиюе, который сразу же заняли китайцы. Хунну взяли в заложники Цзюньсу (軍宿), сына чэшиского князя. Он смог бежать от хунну в Харашар к своему деду по матери. Чэшиский князь женил своего второго сына Угуя (烏貴) на хуннской принцессе и тот стал помогать хунну препятствовать созданию союза Хань-Усунь против хунну.
Хо Гуан умер в 68 до н. э.; император построил пирамиду на его могиле и внёс его в список самых высокочтимых сановников. Однако вдова Хо организовала заговор с целью убить наследника престола, а потом и самого императора. Заговор был раскрыт, и весь клан Хо был казнён, императрица Хо была отстранена, при этом император продолжал высоко чтить память самого Хо Гуана.

### Война ссюнну
В 71 до н. э. произошло решающее сражение против сюнну. Сюнну были атакованы царством Усунь, царицей которого была ханьская принцесса Лю Цзею (劉解憂). Сюань-ди скоординировал действия и приказал пяти генералам напасть на сюнну в то же самое время. Хотя сюнну выдержали ханьскую атаку с востока, усуни одержали большую победу, вторгнувшись в западные земли сюнну. В дальнейшем сюнну сильно ослабли и держали постоянно оборону со всех сторон, перестав угрожать ханьским границам. Победа позволила укрепить ханьское военное присутствие в Сиюе, через военных чиновников.
В 68 до н. э. император отправил шилана Чжэн Цзи (鄭吉) и сяовэя Сыма Си (司馬喜) для учреждения военного поселения в Лоп-Нур с последующим походом на Чэши. Собрав осенью урожай, Чжэн и Сыма собрали 10 000 союзников из соседних княжеств и присоединив к ним 1 500 своих военных поселенцев пошли походом на Чэши. пройдя быстрым маршем, они взяли город Цзяохэ (ныне Турфан). Князь Чэши отправился в каменный замок на север для сбора войск, а китайцы вынуждены были отступить из-за нехватки припасов. Слудующей осенью китайцы направились уже к каменному замку князя, тот тщетно просил помощи у хунну. По совету старейшины Сую (蘇猶), он напал на союзное хуннам княжество Пулэй, ныне Баркёль-Казахский автономный уезд и взяв множество пленных, покорился Чжэну Цзи. Воспользовавшись вторжением, князь Цзиньфу (金附) попытался тоже напасть на Чэши, но чэшисцы разбили его. С севера подошли войска Хунну, но увидев готовность китайцев выступить им навстречу, они остановились. Цзи оставил 20 воинов для присмотра за движением хунну и возвратился в Юйли. Князь Чэши бежал с лёгкой конницей в Усунь, боясь мести хунну. Цзи перевёл в Юйли его жену и детей, где получил приказ императора: распахать поля, укрепиться в Анси, тревожить хунну. Семья чэшиского князя была отправлена в Чанъань, где они были награждены и жили при дворе императора. В Чэши учредили военное поселение из 300 воинов.
Вскоре хунну напали на Цзяохэ. Цзи подоспел с 1500 воинов, но хунну, имея перевес заперли его в городе. Хунну передали ему предостережение шаньюя относительно земледелия в Чэши и простояв несколько дней удалились. Обсудив создавшиеся положения, вопреки мнению министров, император приказал Чанло-хоу (長羅侯, титул Чан Хуэя) с конницей из двух союзных княжеств идти на 1000 ли севернее Чэши и показать хунну силу. Хунну отступили и Цзи смог отступить в безопасности. В Чэши осталось три офицера.
Князя Чэши решено было оставить у Усуней, а на его место поставить старшего сына Цзюньсу, который укрывался в Харашире. Население Чэши перевели в Юйли, Цзюньсу поставили князем над военными поселянами, вскоре он неплохо сблизился с китайскими офицерами. Лишние чэшиские земли отдали хуннам. В 62 до н. э. Старого князя перевезли от усуней в Чанъань, где поселили с женой и детьми в отдельном доме.

## Средние годы правления
Дальнейшие годы правления позитивно оцениваются историками. Император продолжал назначать честных и талантливых чиновников.
В отношениях с племенами на границе империи император вёл себя дипломатично, генералы не стремились уничтожить враждующие племена, отчего соседние государства было легко покорить и привести в вассальную зависимость. Успешной оказалась гибкая политика генерала Чжао Чунго (趙充國) в 62 — 60 до н. э. по усмирению племени Цян.
На недолгий срок император увлёкся поисками бессмертия (61 до н. э.), но быстро разочаровался.

## Поздние годы правления
Позднее император стал более ленивым и склонным к праздной жизни. Однако он стремился найти мирные решения.
В частности, он отказался предпринять решающий поход против сюнну во время внутренних неурядиц, рекомендованный генералами в 59 до н. э., и история подтвердила его правоту — государство сюнну распалось в 56 до н. э. на три царства, которые поддерживали с ханьской империей мирные отношения; за счёт этого можно было уменьшить армию на северной границе в пять раз и резко сократить налоги. Был назначен первый наместник Сиюя со ставкой в городе Улэй (烏壘, ныне округ Бугур).
Тем временем междоусобные войны среди сюнну продолжались. В 54 до н. э. Чанъи Жуньчжэнь проиграл битву против Чаньи Чжичжи и был убит; третий царь Чанъи Хуханье, опасаясь нападения, попросил защиты от ханьского трона, приняв вассальное подданство. Сюань-ди пышно принял Чанъи Хуханье и отрядил войска для защиты его границ; Чанъи Чжичжи не решился напасть и отступил.
В 51 до н. э. создал галерею славы 11 выдающимся чиновникам, среди которых были также Хо Гуан и вскормивший его тюремщик Бин.
В это время империя Хань достигла максимального размера и высшего расцвета, превзойдя империю времён У-ди.
Император умер в 49 до н. э.. Ему наследовал принц Ши, ставший императором Юань-ди. Незадолго до смерти он хотел назначить другого наследника, будучи недовольным принцем, но оставил его в память о любимой жене Сюй.

## Девизы правления
- Бэньши (кит. трад. 本始, пиньинь bĕn shĭ) 73 до н. э.-70 до н. э.
- Дицзе (кит. трад. 地節, пиньинь dì jié) 69 до н. э.-66 до н. э.
- Юанькан (кит. трад. 元康, пиньинь yúan kāng) 65 до н. э.-61 до н. э.
- Шэньцзюэ (кит. трад. 神爵, пиньинь shén jué) 61 до н. э.-58 до н. э.
- Уфэн (кит. трад. 五鳳, пиньинь wŭ fèng) 57 до н. э.-54 до н. э.
- Ганьлу (кит. трад. 甘露, пиньинь gān lù) 53 до н. э.-50 до н. э.
- Хуанлун (кит. трад. 黃龍, пиньинь huáng lóng) 49 до н. э.